# کمال‌البلاغه
کمال‌البلاغه‌ با نام کامل کمال البلاغه و هو رسائل شمس المعالی قابوس بن وشمگیر اثری ادبی به زبان عربی است که عبدالرحمن بن علی یزدادی جمع‌آوری کرده‌است. این کتاب در واقع مجموعه نامه‌هایی از قابوس بن وشمگیر، چهارمین امیر زیاری، است.قابوس این نامه‌ها را برای نویسندگان و دانشمندان معاصر خود نوشته و متن آنان را در نهایت فصاحت و دارای صنایع لفظی و محاسن بدیعی خلق کرده. به همین جهت عبد الرحمن بن علی یزدادی در مقدمه کتاب، در وجه تسمیه کتاب می‌گوید که این کتاب را «کمال البلاغه» نامیده؛ زیرا رسائل (نامه‌ها) موجود در این کتاب در نهایت کمال بلاغت و در زبان عربی است.
این کتاب نشان‌دهنده اطلاعات ادبی و قدرت انشاء عربی قابوس است. دائرةالمعارف بزرگ اسلامی دربارهٔ این کتاب نوشته‌است: «رسائل ادبی سی و سه‌گانهٔ قابوس بن وشمگیر خطاب به صاحب بن عباد (۳۲۶–۳۸۵ق/۹۳۸–۹۹۵م)، ابن عمید (۳۳۷–۳۶۶ق/۹۴۸–۹۷۷م) و عتبی (ح ۳۵۰–۴۳۱ق/۹۶۱–۱۰۴۰م) و ۹ رسالهٔ دیگر در پاسخ آن‌ها را عبدالرحمن بن علی یزدادی در کتاب کمال البلاغه گردآوری کرده و آثار ادبی دیگر وی در کتاب‌هایی مانند یتیمه الدهر، معجم الادباء، تاریخ یمینی و جز این‌ها آمده‌است.»
محب‌الدین خطیب چند قطعه شعر عربی و یک رباعی به فارسی را به قابوس زیاری منسوب کرده‌است. محمد عوفی نیز این قطعه فارسی را از قابوس نقل کرده‌است:
| کار جهان سراسر آز است و نیاز       |  | من پیش دل نیارم آز و نیاز را     |
| من بیست چیز را ز جهان برگزیده‌ام    |  | تا هم بدان گذارم عمر دراز را     |
| میدان و گوی و یارگه و رزم و بزم را |  | اسب و سلاح و خُود و دعا و نماز را |